# Shooting Stars
|  | Aquest article tracta sobre el concurs de bàsquet. Si cerqueu l club nigerià de futbol, vegeu «Shooting Stars FC». |

El concurs "Shooting Stars" de l'NBA fou un dels esdeveniments de l'All-Star Weekend de l'NBA. Se celebrà des de l'edició de 2005 en Denver fins al 2015, i en ell participen quatre equips composts per un jugador de l'NBA, una llegenda de la franquícia i una jugadora de la WNBA pertanyent a l'equip de la mateixa ciutat. Els equips havien de completar una sèrie de sis llançaments des de diferents posicions, incrementant-se la dificultat i la distància en cadascun d'ells fins a arribar al llançament final des del centre de la pista. Solament podia llençar un jugador per posició, excepte en el llançament des de la meitat del camp que podien intentar-ho els tres.

## Guanyadors
- 2015 (Team Bosh) Chris Bosh (Miami Heat), Dominique Wilkins (NBA legend), Swin Cash (WNBA's New York Liberty)
- 2014 (Team Bosh) Chris Bosh (Miami Heat), Dominique Wilkins (NBA legend), Swin Cash (WNBA's Chicago Sky)
- 2013 (Team Bosh) Chris Bosh (Miami Heat), Dominique Wilkins (NBA legend), Swin Cash (WNBA's Chicago Sky)
- 2012 (New York) Allan Houston (New York legend), Landry Fields (New York Knicks), Cappie Pondexter (New York Liberty)
- 2011 (Atlanta) Steve Smith (Texas legend), Al Horford (Atlanta Hawks), Coco Miller (Atlanta Dream)
- 2010 (Dallas) Kenny Smith (Texas legend), Dirk Nowitzki (Dallas Mavericks), Becky Hammon (San Antonio Silver Stars)
- 2009 (Phoenix) Bill Laimbeer (Detroit legend), Arron Afflalo (Detroit Pistons), Katie Smith (Detroit Shock)
- 2008 - San Antonio Spurs (Tim Duncan, David Robinson i Becky Hammon)
- 2007 - Detroit Pistons (Chauncey Billups, Bill Laimbeer i Swin Cash)
- 2006 - San Antonio Spurs (Tony Parker, Steve Kerr i Kendra Wecker)
- 2005 - Phoenix Suns (Shawn Marion, Dan Majerle i Diana Taurasi)